# Złotoryja
Złotoryja [zwɔtɔˈrɨja], tyska: Goldberg in Schlesien, latin: Aurimontium eller Aurus Mons, är en stad i sydvästra Polen och huvudort i distriktet Powiat złotoryjski i Nedre Schlesiens vojvodskap. Staden utgör administrativt en stadskommun, med 16 120 invånare i juni 2014.

## Geografi
Złotoryja ligger vid floden Kaczawa omkring 20 kilometer sydväst om den större staden Legnica, på gränsen mellan det schlesiska låglandet och Sudeterna. Söder om staden reser sig Kaczawskiebergen (Góry Kaczawskie). Staden är medlem av Euroregion Neisse.

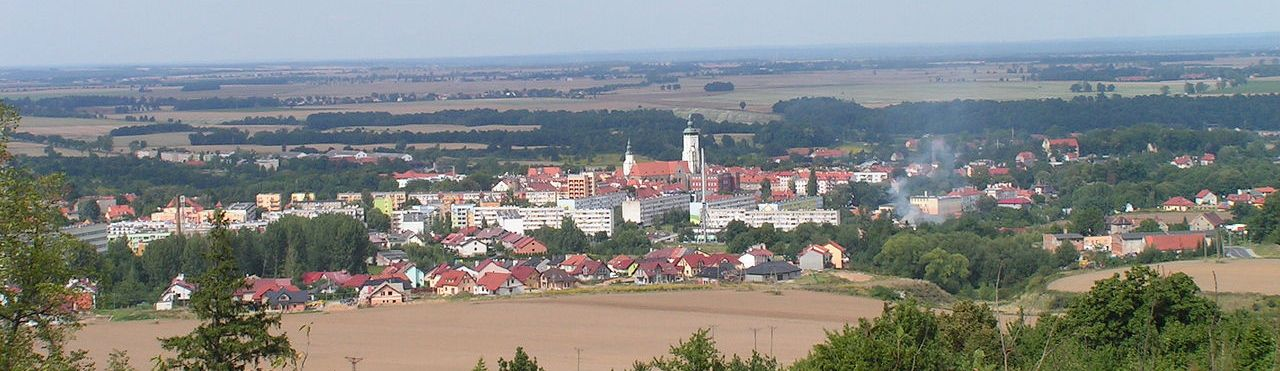
Vy i riktning mot staden.

## Historia
Goldberg är den första av Schlesiens städer som grundades av tyska kolonisatörer, och erhöll stadsrättigheter enligt Magdeburgrätten år 1211 av hertigen Henrik den skäggige av Schlesien, de första belagda tyska stadsrättigheterna i regionen. Redan innan stadens grundande fanns en bosättning med guldbrytningsverksamhet omkring floden Kaczawas gamla flodbädd, vilket gav staden dess namn. 
1329 kom stadens länsherrar att svära trohet till Kungariket Böhmen, och 1349 blev staden del av de böhmiska kronländerna. 1526 blev staden därmed tillsammans med Böhmen del av de habsburgska arvländerna. Stadens latinskola var en av de viktigare utbildningsinstitutionerna i Schlesien under denna tid; den mest kända eleven var fältherren Albrecht von Wallenstein. 
Efter Österrikiska tronföljdskriget kom staden 1742 att bli del av kungariket Preussen. Efter de preussiska administrativa reformerna omkring 1815 kom staden att bli administrativt säte för Landkreis Goldberg i Regierungsbezirk Liegnitz som del av den då bildade provinsen Schlesien. Vid andra världskrigets slut 1945 blev staden enligt Potsdamöverenskommelsen del av Polen, och den kvarvarande tyskspråkiga majoritetsbefolkningen tvångsförflyttades över gränsen. Sedan krigsslutet bär staden officiellt den moderna polska formen av stadens namn, Złotoryja.

## Sevärdheter
- Delfinbrunnen
- Franciskanerklostret

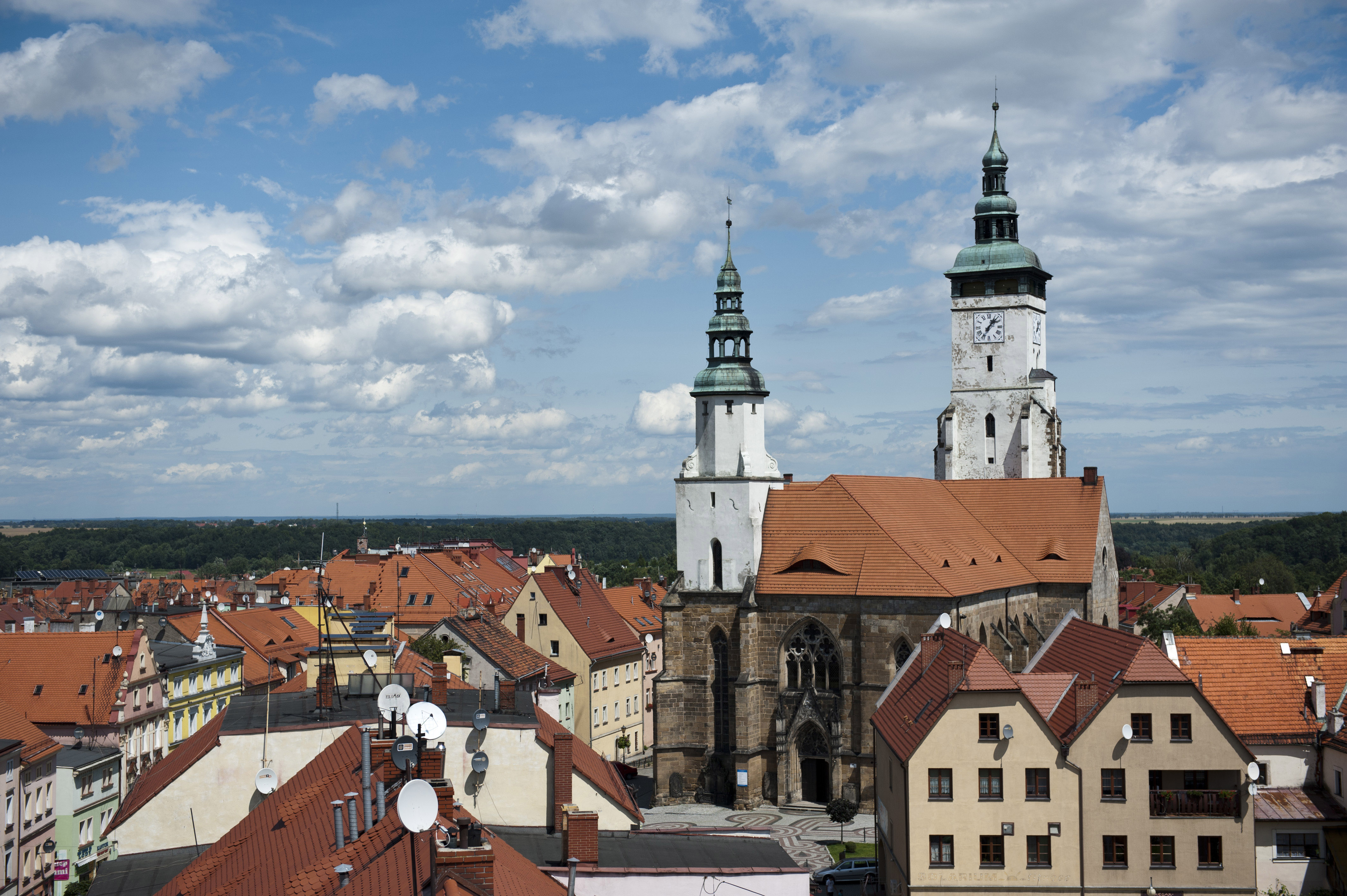
Utsikt mot Marie födelsekyrkan.

- Heliga Korsets kyrka eller S:t Nikolaus
- Historiska borgarhus
- Marie födelsekyrkan
- S:a Hedvigskyrkan
- Rådhuset
- Pelarkapellet
- Smedjebastionen
- Stadsmuren från 1300-talet
- Guldmuseet

Strax utanför staden, i Zagrodnos kommun, ligger Grodziecs slott från 1100-talet.

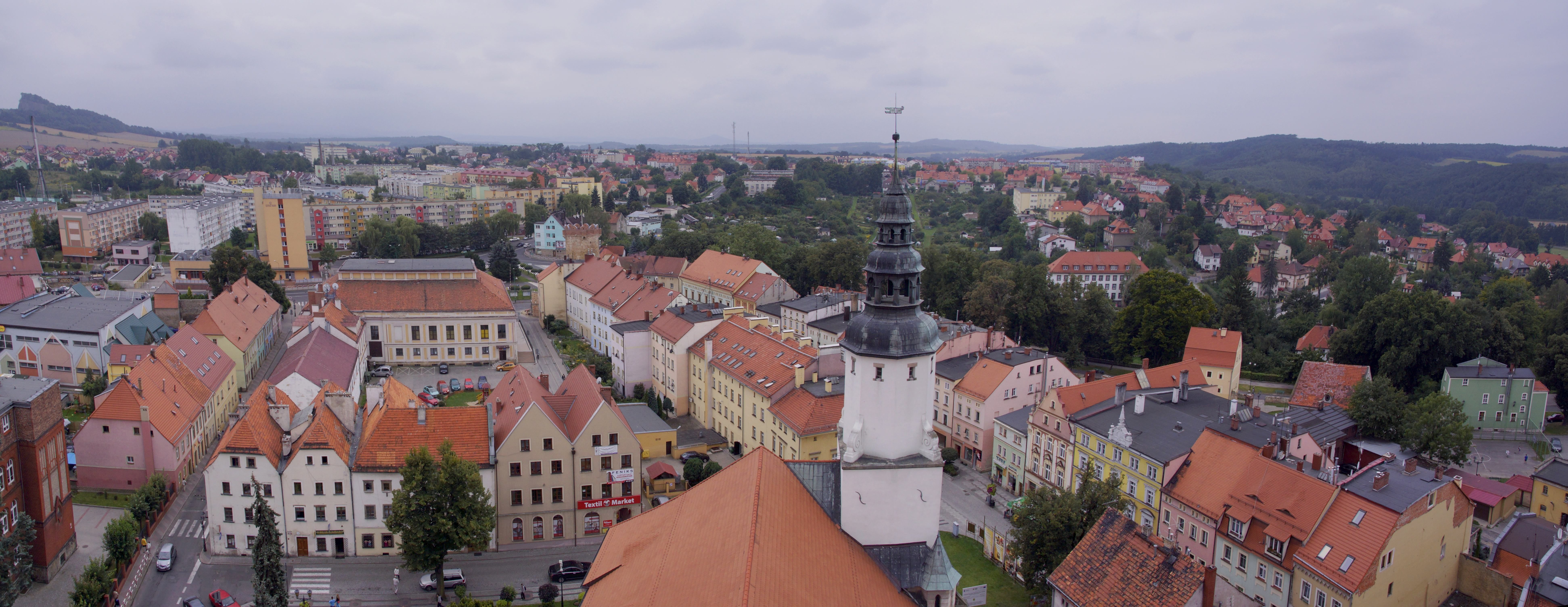
Vy över den gamla stadskärnan
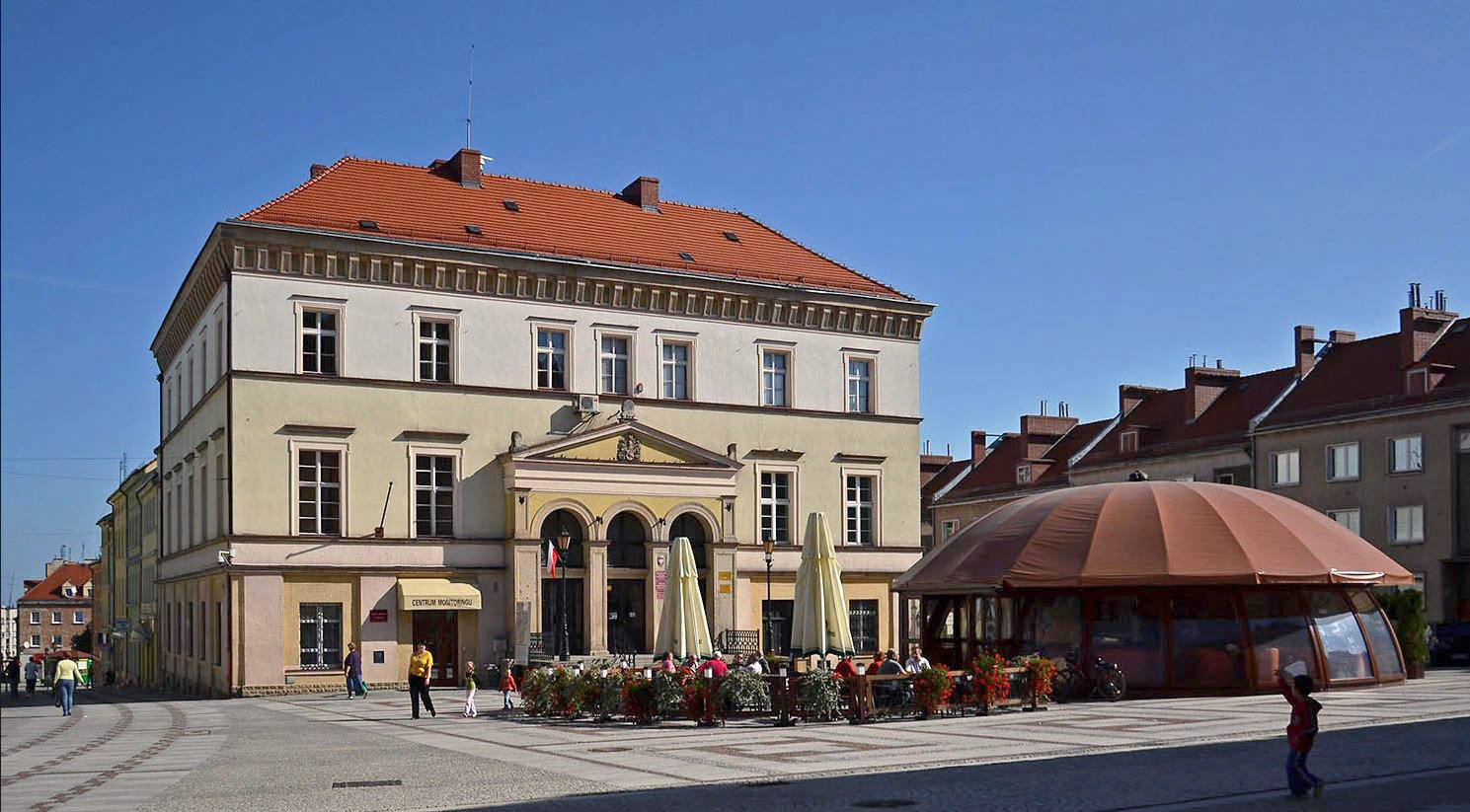
Rådhuset
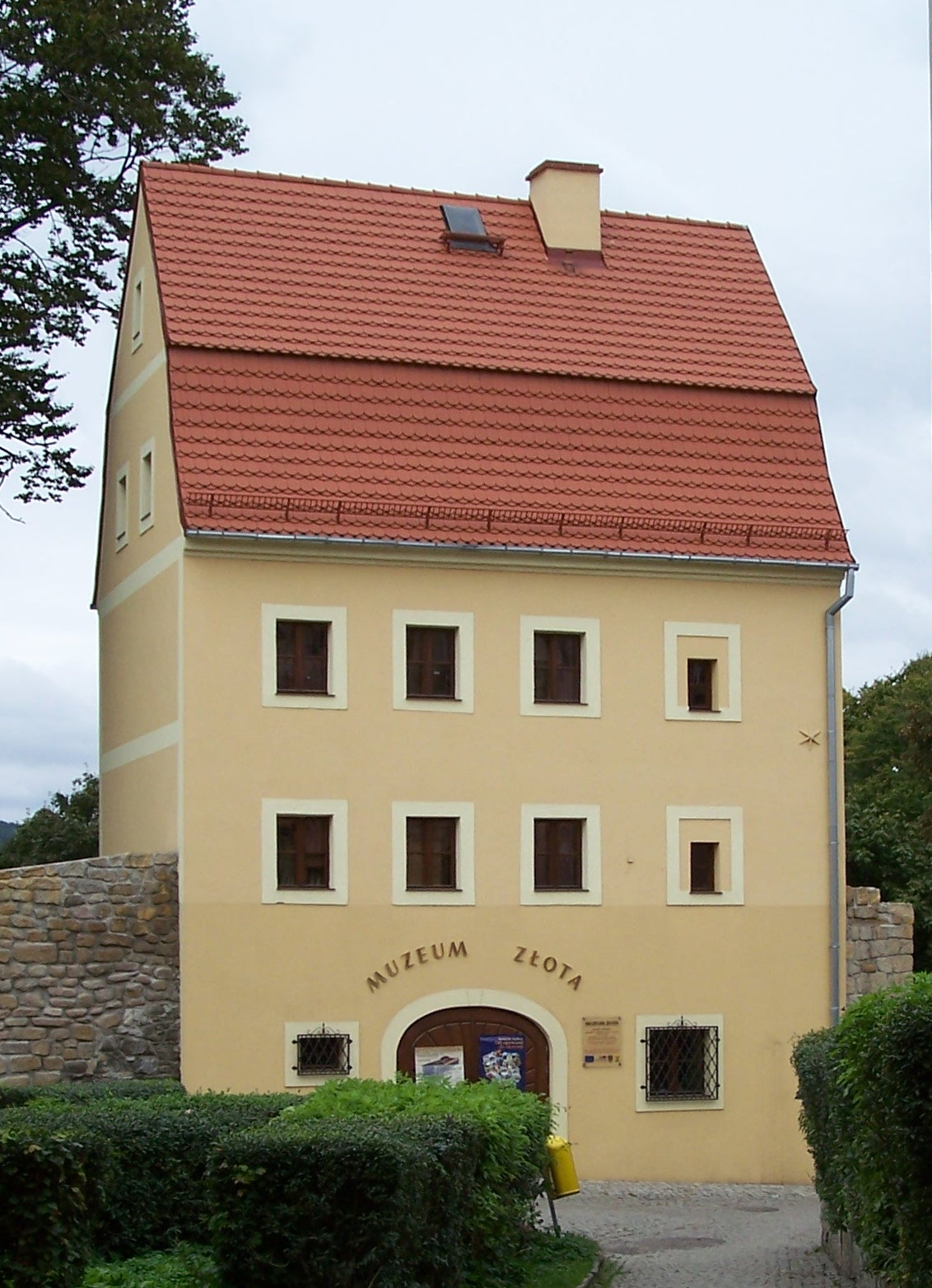
Guldmuseet
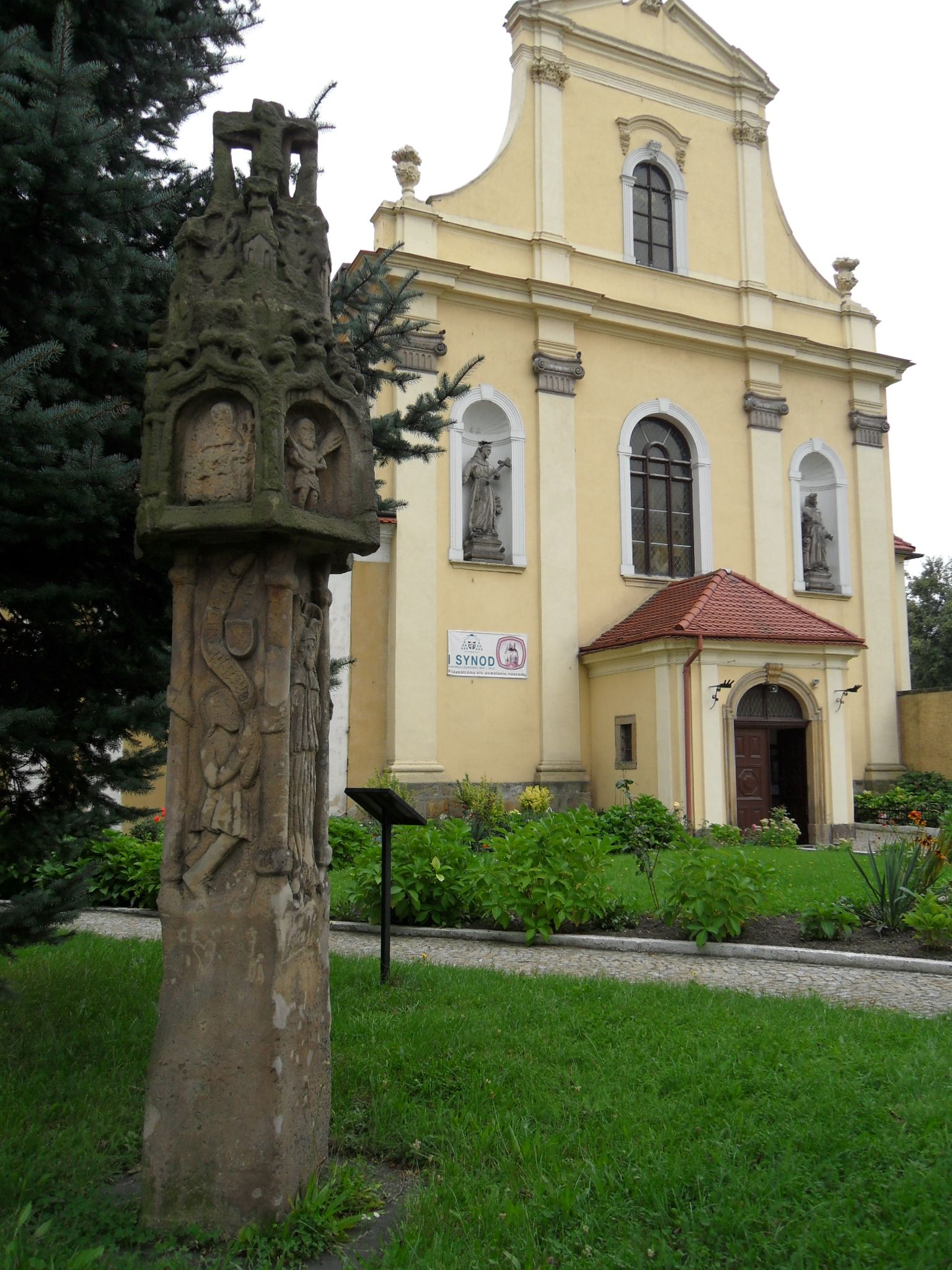
S:a Hedvigskyrkan

## Kända invånare
- Waldemar Dyhrenfurth (1849–1899), advokat och samhällskritiker
- Wilhelm Gliese (1915–1993), astronom
- Robert von der Goltz (1811–1855), medlem av Frankfurtparlamentet
- Friedrich Hoffmann (1875-1951), kurator vid Königsbergs universitet
- Johann Wilhelm Oelsner (1766–1848), Königl. Geheimer Kommerzienrat, industrialist, pedagog och filolog
- Konrad Engelbert Oelsner (1764–1828), publicist
- Joachim Siol (född 1937), domare i Bundesgerichtshof
- Mariusz Szczygieł (född 1966), journalist.
- Fabian Timäus (1507–1581), luthersk teolog
- Valentin Trotzendorf (1490–1556), teolog, humanist och pedagog.
- Ernst Zinner (1886–1970), astronom